# 牙の子ら
『牙の子ら』（きばのこら、Children of the Fang）は、アメリカの作家ジョン・ランガンによる短編ホラー小説。2014年に『ラヴクラフトの怪物たち』のために書き下ろされ、2019年に単行本と共に邦訳された。ハワード・フィリップス・ラヴクラフトの『廃都』（『無名都市』）の関連エピソード・続編。
収録単行本『ラヴクラフトの怪物たち』にて、怪物「蛇人間」を担う。正確には『廃都』の爬虫類生物たちは蛇人間とは異なっており、クトゥルフ神話が成立してから後付けで関連付けられた存在であると、訳者が注記している。
単行本は、ラヴクラフトのパスティーシュ「ではない」作品を選んで収録しており、菊地秀行は単行本解説にて、堂々とラヴクラフトの怪物が登場しているがそれも「「お世辞だけ」と独自の道を歩んでいるように感じられる」と評している。

## あらすじ
18の章で構成される。21世紀現代の姉弟の章、祖父と叔父の会話が録音された古いテープの章、家族の歴史の章などが、それぞれ小分けにザッピングして話が展開されていくという構造をとっている。

### 1本目の録音テープ
じいちゃんは、17歳の次男ジム（叔父）に、砂漠でイラムの都を見つけたことを説明する。曰く――、
じいちゃんと相棒のジェリーが縦坑を降りると、そこは古代都市であった。2人は地下トンネルを進み、文明と人工物を目にする。やがて棺のようなものを発見するが、それは棺ではなく孵卵器であった。卵を割ってみると、干からびた爬虫類のミイラが出てくる。じいちゃんは、無傷の卵やミイラを持ち帰ることにする。ジェリーが撮影した写真のフィルムは、地下放射線の影響で感光してしまっており、現像できなかった。
地上に出たじいちゃんは奇病に罹り、昏睡に陥る。その症状は、あの生物から、知識を伝達された影響であった。じいちゃんは、彼らの種族の歴史を夢に見る。彼らは隆盛し、衰退すると冬眠につき、目覚めて再び栄華を極めるという歴史を繰り返してきた。しかし新たに現れた人類に敗れ、また冬眠に入ったのだという。彼らは接触を介して互いに情報を伝達することができる種族であり、じいちゃんの脳には未知の知識が入り込んだ。じいちゃんは得た情報をゆっくりと解きほぐして己のものとする。

### 21世紀
ニューヨーク州のとある邸宅の、地下室の隅には、大きな冷凍庫が置かれ、じいちゃんによって厳重に施錠されている。姉レイチェルと弟ジョシュは、屋根裏部屋で、古いテープレコーダーとカセットテープを見つける。テープを再生して聴いた2人は、冷凍庫に何が入ってるのかをいぶかしむ。「灼熱の砂漠から持ち帰って冷凍庫に保存しておくような物」など、想像もつかない。2人が冷凍庫の錠前を破ると、何かの皮膚が出てくる。
姉弟が疑問をまとめる。じいちゃんは、なぜこの大発見を公表しなかったのか？冷凍庫の中身は何か？大発見を自宅の地下室に氷詰めにしておく意味がわからない。また、ジム叔父さんの家出は録音テープの一ヶ月後の出来事であるらしい。ジョシュは2つの仮説を推理する。『①ジム叔父さんは冷凍庫の中を見て、あまりの恐怖に発狂して、家から逃げた』『②ジム叔父さんは家を出ていかなかった。冷凍庫を開けたことで、怪物に……』聞いたレイチェルはくだらないと一蹴する。ジョシュは、冷凍庫の中の物の正体がわかれば答えがわかるのにと返答するのみであった。
感謝祭の日、レイチェルが予想だにしなかったトラブルが起こる。マリファナに酔ったジョシュが、じいちゃんと口論を起こし、勢いで冷凍庫について口をすべらせる。
2本目の録音テープは、かなり傷んでいて、途切れ途切れでよく聞こえなかった。生物を孵化させた（らしい）、政府の者が来てこの生物を『牙の子ら』と呼んでいた（らしい）など、断片的な音声が記録されている。「体内を血と共に流れるウイルスの影響で、自分は変わってしまった」というじいちゃんの言葉を最後に、再生は終わる。
クリスマス・イヴにじいちゃんが倒れる。家族はその対応に追われ、クリスマスにジョシュが帰宅しなかった事は学業優先とみなされて誰にも気にされなかった。しかし長い音信不通に、レイチェルは弟の大学の研究室を訪ね、そこに至ってようやくジョシュの不在が明るみに出る。警察がジョシュのアパートを捜索すると、マリファナの袋が発見され、ジョシュに麻薬密売人の疑いがかけられる。レイチェルは、弟の行方不明は現実的な「麻薬トラブル」か非現実的な「冷凍庫の中のモノに巻き込まれた」の二択と考え、ジム叔父のこともあり後者の疑惑を強めていく。レイチェルが意を決して冷凍庫を開けると、中から爬虫類が這い出し、さらにレイチェルの意識が爬虫類の肉体に転移する。
彼女は慣れない肉体で、正気を失い衝動に突き動かされながら、よじ登るように階段を上がる。彼女の頭には肉体の記憶が流れ込み、ジムやジョシュや政府の男を惨殺する光景を幻視する。そして彼女は家の中をさまよい、じいちゃんの寝室へと押し入る。孫娘を見たじいちゃんは、ジムで実験したこと・元には戻せなかったこと・ジョシュで再び実験を試み失敗したことを告白する。彼女はじいちゃんの言葉を理解し、怒りのままに牙と鉤爪を向ける。

## 主な登場人物
- 「じいちゃん」 - ニューヨーク州北部に自宅を構える。石油会社の地質学研究員として、サウジアラビアの砂漠で油田の開発に携わり、さらに投資で財をなす。次男の家出と妻の死にショックを受けて定年前に退職するも、以後は個人で世界中を飛び回り何らかの活動をしている。
- 「父さん」 - 長男。
- 「ジム叔父さん」 - 次男。父譲りの頭脳を持っていた。17歳で家出してから行方知れず。
- 「ばあちゃん」 - ジムの家出後に死去。
- 「母さん」 - 元ヒッピー。当初はじいちゃんに嫌われていたが、長年貢献し容認を得た。
- レイチェル - 姉。25歳。オールバニー・ロースクール（英語版）の学生。もとは全盲だったが、祖父の協力で高額な目の手術を受け、弱いながらも視力を取り戻し、学業を修める。
- ジョシュ - 弟。23歳。ニューヨーク州立大学オールバニー校の院生。実家を出てアパートで生活している。
- ジェリー - じいちゃんの同行者。撮影を担当した。

## 収録
- 新紀元社『ラヴクラフトの怪物たち 下』植草昌実訳